# Sydney Leroux
Sydney Leroux (ur. 7 maja 1990 w Surrey) – amerykańska piłkarka kanadyjskiego pochodzenia.

## Życiorys
Sydney Leroux urodziła się 7 maja 1990 roku w Surrey jako córka kanadyjskiej softbolistki Sandi Leroux i amerykańskiego bejsbolisty Raya Chadwicka. W dzieciństwie przez 10 lat grała w baseball w Whalley Little League (1994−2004). W liceum grała w piłkę nożną w drużynie Johnston Heights Secondary School z Surrey i była jedną z najlepszych zawodniczek. Przez trzy sezony grała w Coquitlam City Wild, pomagając zespołowi wejść do mistrzostw prowincji w 2003, 2004 i 2005 roku. Wystąpiła też w mistrzostwach kraju U14 w 2003 roku, kiedy zdobyła 12 bramek w czterech meczachi w National Bronze U16 w 2005 roku. Była też najmłodszą zawodniczką Vancouver Whitecaps, występując w drużynie jako 15-latka. Pod koniec liceum przeniosła się do Scottsdale i edukację kończyła w Horizon High School, występowała tam w Sereno Soccer Club.
W 2004 roku Leroux wystąpiła w kanadyjskiej drużynie w Mistrzostwach Świata Kobiet FIFA U-19 w Tajlandii jako najmłodsza zawodniczka turnieju. Rok później była kapitanem kanadyjskiej drużyny U-15 w czasie turnieju w Niemczech. W 2008 roku wystąpiła w amerykańskiej drużynie, z którą wygrała Mistrzostwach Świata Kobiet FIFA U-20 w Chile. Wystąpiła także w kolejnych mistrzostwach w 2010 roku. Leroux grała dla UCLA Bruins w latach 2008−2011, następnie w 2012 roku dla Atlanta Beat i od 2013 roku w Boston Breakers. Z amerykańską drużyną wystąpiła także w 2012 roku w olimpijskim turnieju kwalifikacyjnym CONCACAF.

## Osiągnięcia reprezentacyjne

### Juniorskie
- Mistrzostwa Świata U-20:
  -  2008

### Seniorskie
- Mistrzostwa świata w piłce nożnej kobiet:
  -  2015

- Letnie Igrzyska Olimpijskie:
  -  2012

- Puchar Algarve:
  -  2013

- Turniej Czterech Narodów:
  -  2011

## Nagrody indywidualne
- Złoty But – Mistrzostwa Świata U-20 w Piłce Nożnej Kobiet 2008
- Złota Piłka – Mistrzostwa Świata U-20 w Piłce Nożnej Kobiet 2008